# العين (صنعاء)

تعديل مصدري - تعديل

العين هي إحدى قرى الجمهورية اليمنية. وهي تتبع جغرافيًا لمحافظة صنعاء. وإداريًا لمديرية الحصن. يبلغ تعداد سكانها 1272 نسمة حسب الإحصاء الذي جرى عام 2004.